# Нік Петан
Нікола Петан (фр. Nicolas Petan; 22 березня 1995, м. Дельта, Канада) — канадський хокеїст, центральний нападник. Виступає за «Портленд Вінтергокс» у Західній хокейній лізі. 
Вихованець хокейної школи «Норт-Шор Вінтер Клаб». Виступав за «Портленд Вінтергокс» (ЗХЛ).
У складі молодіжної збірної Канади учасник чемпіонатів світу 2014 і 2015. 
Досягнення
- Переможець молодіжного чемпіонату світу (2015)
- Чемпіон ЗХЛ (2013).